# رالف ليون باغلي
رالف ليون باغلي (بالإنجليزية: Ralph Leon Bagley)‏ هو رسام أمريكي، ولد في 1913 في بيرتراند في الولايات المتحدة، وتوفي في 8 يناير 2008 في وينتر بارك، فلوريدا في الولايات المتحدة.